# Пужбол
Пу́жбол — село в Ростовском районе Ярославской области России. Входит в состав сельского поселения Ишня. Расположено в 188 км от Москвы, 58 км от Ярославля, 3 км от Ростова, 3 км от федеральной автотрассы М8 «Холмогоры» (в частности от европейского маршрута E 115) и в 7 км от ближайшей железнодорожной станции Ростов-Ярославский.
Население Пужбола на 1 января 2010 г. составляет 95 чел.

## История
Каменная одноглавая церковь в связи с колокольней во имя св. Димитрия Ростовского и св. Николая построена в 1806 году усердием прихожанки Марией Андреевной Шаховской, до этого времени здесь была деревянная церковь.
В 1859 году в селе находилось 53 двора, в которых жило 418 человек (179 мужчин и 239 женщин), и одна православная церковь.

## Достопримечательности
Главной достопримечательностью Пужбола является Церковь Димитрия Солунского. Она расположена в центре села на подъёме в крутую гору сразу после поворота на Борисоглеб. Несколько лет назад церковь была отреставрирована и имеет отличный вид.

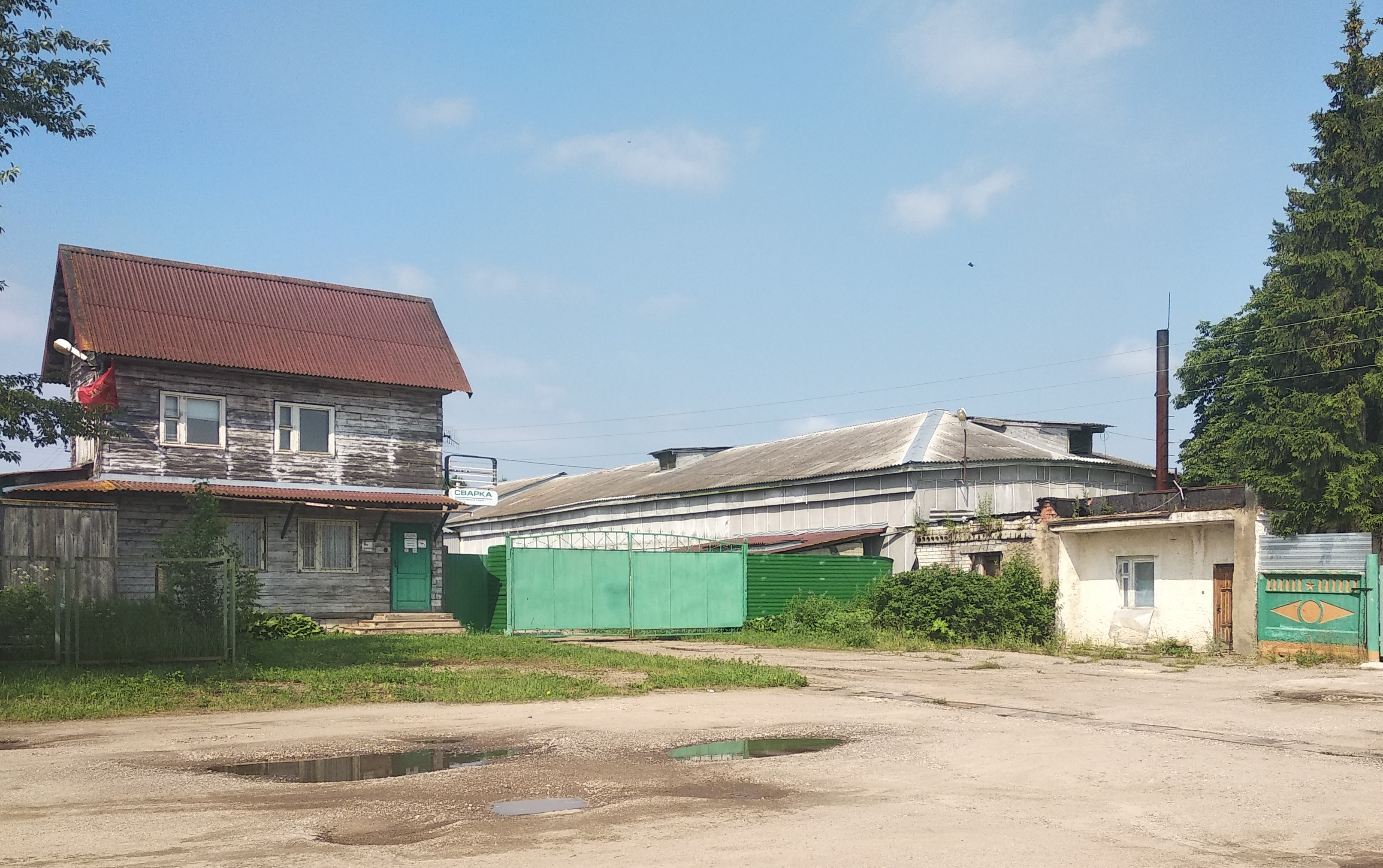
Ростовский сталепрокатный завод «Сварка», расположенный в Пужболе.

## Экономика
Рядом с Пужболом расположен Ростовский сталепрокатный завод «Сварка».

## Климат
Климат умеренно континентальный с умеренно теплым и влажным летом и умеренно холодной зимой. Среднегодовая многолетняя температура +3,4 °C, средняя многолетняя температура зимы (январь) — −11,1 °C; лета (июль) — +17,3 °C; абсолютный максимум +36 °C, абсолютный минимум −46 °C. В среднем в год выпадает 500—600 мм осадков. Коэффициент увлажнения составляет 1,2-1,3. Толщина снежного покрова — от 30 до 70 см. Скорость ветра в среднем достигает 3,5-5,0 м/с, иногда — 10-15 м/с.

## Будущее
В 2010 году губернатор Ярославской области Сергей Вахруков подтвердил намерение министерства транспорта РФ построить в том числе через территорию Ярославской области трассу-дублер автотрассы М8, проходящую в непосредственной близости от Пужбола. Существование проекта трассы-дублера, а также его предполагаемое месторасположение подтверждает генеральный план сельского поселения Ишня от 2012 года. Согласно генеральному плану, трасса будет проходить вдоль восточной границы Пужбола. По состоянию на июнь 2018 года строительство участка трассы, находящегося на территории Ярославской области, не началось. Точная или приблизительная дата начала строительства неизвестна.

## Население
| 1859 | 1914 | 2007 | 2010 |
| ---- | ---- | ---- | ---- |
| 418  | ↗460 | ↘120 | ↘95  |

## Достопримечательности
В селе расположена действующая Церковь Димитрия Солунского (1806).